# Kronfågel
Kronfågel AB är en av Sveriges marknadsledande kycklingproducenter som producerar och säljer kyld, fryst och förädlad svensk kyckling. Företaget grundades 1970 och ingår i koncernen, Scandi Standard AB. Huvudkontoret ligger i Stockholm, Sverige.
I juni 2024 hade Kronfågel avtal med ca 40 gårdar, som föder upp kyckling.

## Varumärken
- Kronfågel
- Bosarps gårdar, KRAVmärkt och ekologisk kyckling
- Kronfågel Stinas
- Ivars

## Uppmärksamhet i media
Den 20 mars 2009 hittades en glasbit i ett paket fryst kyckling från Kronfågel. Efterföljande veckor hittades glasbitar även i falukorv, frukt, bröd och färdigmat. Totalt rapporterades 80 glasfynd. Fynden ledde till en kraftig minskning i kycklingförsäljningen och Säkerhetspolisen och Rikskriminalpolisen (RKP) var involverade i fallet. Den 18 april rapporterade RKP att man inte höll det för sannolikt att glasbitarna var del av en samlad aktion med exempelvis politiska motiv.
I maj 2021 rapporterade Aftonbladet att kycklingar skållades levande på Kronfågels slakteri utanför Katrineholm. Dagen därpå rapporterades att Livsmedelsverkets kontroller visade brister i hygien. Av 100 undersökta kycklingar var 36 kontaminerade, förorenade, med mag-, tarm- och krävainnehåll eller galla. Kronfågel fick i samband med avslöjandena skarp kritik från bland annat Djurens Rätt och 90 kommuner stoppade inköp från dem. Kronfågels vd Mats Hedlund såg allvarligt på det inträffade och Kronfågel anlitade extra kontrollanter för att övervaka att den maskinella utrustningen och investerade i ny stickutrustning. Året efter gav Kronfågels efterträdande vd Fredrik Strømmen garanti för att ingen av alla tiotals miljoner kycklingar i hanteringen led under avlivningen.
År 2022 avslöjade Aftonbladet brister på i uppfödningen på de gårdar som föder upp kycklingarna åt Kronfågel. Bilder från Djurens Rätt visade sjuka, skadade och döda kycklingar, samt kycklingar som inte kunde gå. Djurens Rätt polisanmälde händelsen. Djurens rätt hade tidigare under året gjort 50 polisanmälningar och ingen hade väckt åtal. Uppfödaren svarade att benhälsa är ett vanligt problem. Kronfågels Fredrik Strømmen ansåg att aveln helt var fokuserad på djurvälfärd och var nöjd med djurvälfärdsprogrammet från Svensk Fågel. Svensk Fågel uppfattade det som en smutskastningskampanj från Djurens Rätt och ansåg att beläggningsgraden var enligt djurlagstiftningen, att kycklingrasen hade god hälsa och att kycklingarna skyddades av djurskyddslagen och kontroller.